# The Exchange Twin Towers
Les LG Twin Towers  sont un ensemble de gratte-ciel jumeaux de 140 mètres de hauteur construit en 2005 en Chine à Pékin dans le district de Chaoyang
L'ensemble qui comprend des bureaux est composé de deux immeubles identiques hauts de 30 étages;
- LG Twin Tower 1
- LG Twin Tower 2

L'architecte est l'agence américaine Skidmore, Owings and Merrill .
C'est l'un des rares exemples de gratte-ciel jumeaux à Pékin.